# Eileen Malone
Eileen Malone (Victor, Nova York, 1906 – 1999) va ser una arpista i educadora musical estatunidenca.

## Vida i carrera
Malone va estudiar arpa a l'Escola de Música Eastman, graduant-se el 1928. Va continuar els seus estudis al conservatori de París amb Marcel Tournier i a la "Juilliard School" amb Marcel Grandjany. El 1930 es va incorporar a la facultat del departament preparatori d'"Eastman" i el 1936 es va convertir en professora d'arpa a l'Escola de música Eastman.
Va continuar ensenyant a Eastman fins a la seva jubilació el 1989. Va exercir àmpliament com a arpista i va exercir durant quaranta-tres anys com a principal arpista per a l'Orquestra Filharmònica de Rochester, exercint també en diverses gravacions. El 1962 Malone va ser membre fundador de la "American Harp Society" i va exercir el consell d'administració des de 1967 a 1973 i de 1977 a 81.
Després de la seva jubilació, Malone va treballar per fomentar la música a les escoles públiques. Va morir després d'un ictus als 9 anys. Eastman van crear una beca memorial en nom seu.
 Els estudiants destacats de Malone inclouen; Patrizia Tassini, l'arpista/compositora Jessica Suchy-Pilalis, i Gretchen Van Hoesen (principal arpista de l'Orquestra Simfònica de Pittsburgh).